# Poephila acuticauda
El diamante colilargo (Poephila acuticauda) es una especie de ave paseriforme de la familia Estrildidae endémica del norte de Australia. Se estima que su área de distribución abarca entre 1.000.000 y 10.000.000 km², desde Australia Occidental hasta Queensland. 
De pequeño tamaño, entre 15 y 17 cm aproximadamente, su plumaje en la parte superior varía entre un gris con suaves tonos marrones y un gris un poco más oscuro hacia la cola. La parte inferior es más clara, terminado en blanco, solo interrumpida por unos flancos negros que suben desde las patas. Su rasgo distintivo es que debajo del pico tienen una mancha negra redondeada a modo de babero.
Ponen de 4 a 7 huevos que los padres empollan por 14 días. Se puede distinguir la diferencia de sexo por diferencias muy sutiles entre ambos como que en el macho el babero es más ancho, su canto más prolongado y el pico más oscuro.
Se distinguen dos subespecies; el P. a. acuticauda que tiene el pico color amarillo, y el P. a. hecki que tiene el pico rojo.
Se puede encontrar en la sabana de Australia. Se estatus de conservación se ha evaluado como de baja preocupación (LC).